# Pożajście
Pożajście (lit. Pažaislis) – część Kowna, w dzielnicy administracyjnej Pietraszuny, na osiedlu Pietraszuny, położona nad Zbiornikiem Kowieńskim.
W latach 1667–1690 wzniesiono klasztor w Pożajściu. Pożajście było siedzibą gminy Pożajście, włączono do Kowna w 1946.